# Awaken (canción)
«Awaken» es una canción de la banda estadounidense de metal alternativo Breaking Benjamin. Fue lanzado como el sencillo principal del próximo séptimo álbum de estudio de la banda el 16 de octubre de 2024. La canción fue escrita y producida por el vocalista principal de la banda, Benjamin Burnley, y el guitarrista principal Jasen Rauch, "Awaken" es la primera canción de la banda lanzada a través de BMG, después de que la banda dejara el sello de larga data Hollywood Records.

## Antecedentes
A lo largo de 2022, la banda comenzó a componer material para la secuela de su sexto álbum de estudio Ember (2018). Con la intención de lanzar un nuevo álbum de estudio, el guitarrista Jasen Rauch reveló en mayo de 2023 que se encontraban en producción y esperaban que la banda lanzara nueva música durante el próximo año. En octubre de 2024, se reveló que la banda había dejado el sello discográfico Hollywood Records, con el que habían trabajado durante años, y que habían firmado con BMG, preparándose para lanzar nueva música próximamente. El 16 de octubre, la banda lanzó «Awaken», su primer sencillo nuevo en cinco años, como el primer sencillo de su séptimo álbum de estudio, aún sin título.

## Video musical
El video musical oficial de "Awaken" se lanzó el 10 de enero de 2025 y fue dirigido por Kyle Coogan. El video musical se desarrolla en un entorno de tundra, con la historia de una mujer que explora una región montañosa mientras encuentra cuevas de hielo, ruinas y esqueletos prehistóricos. A lo largo de todo el video, la banda interpreta la canción en la nieve.

## Posicionamiento en lista
| Lista (2024–25)                             | Mejor posición |
| ------------------------------------------- | -------------- |
| Canada Rock (Billboard)                     | 13             |
| US Digital Song Sales (Billboard)           | 6              |
| US Hot Rock & Alternative Songs (Billboard) | 17             |
| US Rock Airplay (Billboard)                 | 3              |